# Muziris carinatus
Muziris carinatus är en spindelart som beskrevs av Simon 1909. Muziris carinatus ingår i släktet Muziris och familjen hoppspindlar. Inga underarter finns listade i Catalogue of Life.